# Pasquale Buglione
Pasquale Buglione (Rocchetta Sant'Antonio, 29 agosto 1894 – Napoli, 8 settembre 1983) è stato un politico italiano.

## Biografia
Commerciante e imprenditore nel settore dell'abbigliamento. Esponente del Partito Nazionale Monarchico, venne eletto Senatore della II legislatura della Repubblica Italiana, restando in carica dal 1953 al 1958.
Muore nel settembre 1973, all'età di 79 anni.